# Patrick Macnee
Daniel Patrick Macnee (Londres, 6 de fevereiro de 1922 — Rancho Mirage, 25 de junho de 2015), conhecido profissionalmente como Patrick Macnee, foi um ator britânico. É mais conhecido por seu papel como o agente secreto John Steed, na série Os Vingadores.